# Laïs de Corinthe (Holbein)
Laïs de Corinthe par Hans Holbein le Jeune est le portrait de la célèbre Laïs de Corinthe, célèbre courtisane de la Grèce antique, qui faisait payer un prix élevé pour ses faveurs. Il a été suggéré que Holbein fait également référence à la Laïs qui a été l'amante d'Apelle, le grand peintre de l'antiquité (Holbein a été appelé "Apelle" dans les cercles humanistes). Le modèle, le même utilisé par Holbein pour sa Vierge de Darmstadt et sa Vénus et Cupidon (à gauche), a été identifié comme étant Magdalena Offenburg, qui a sans doute été la maîtresse de Holbein. 

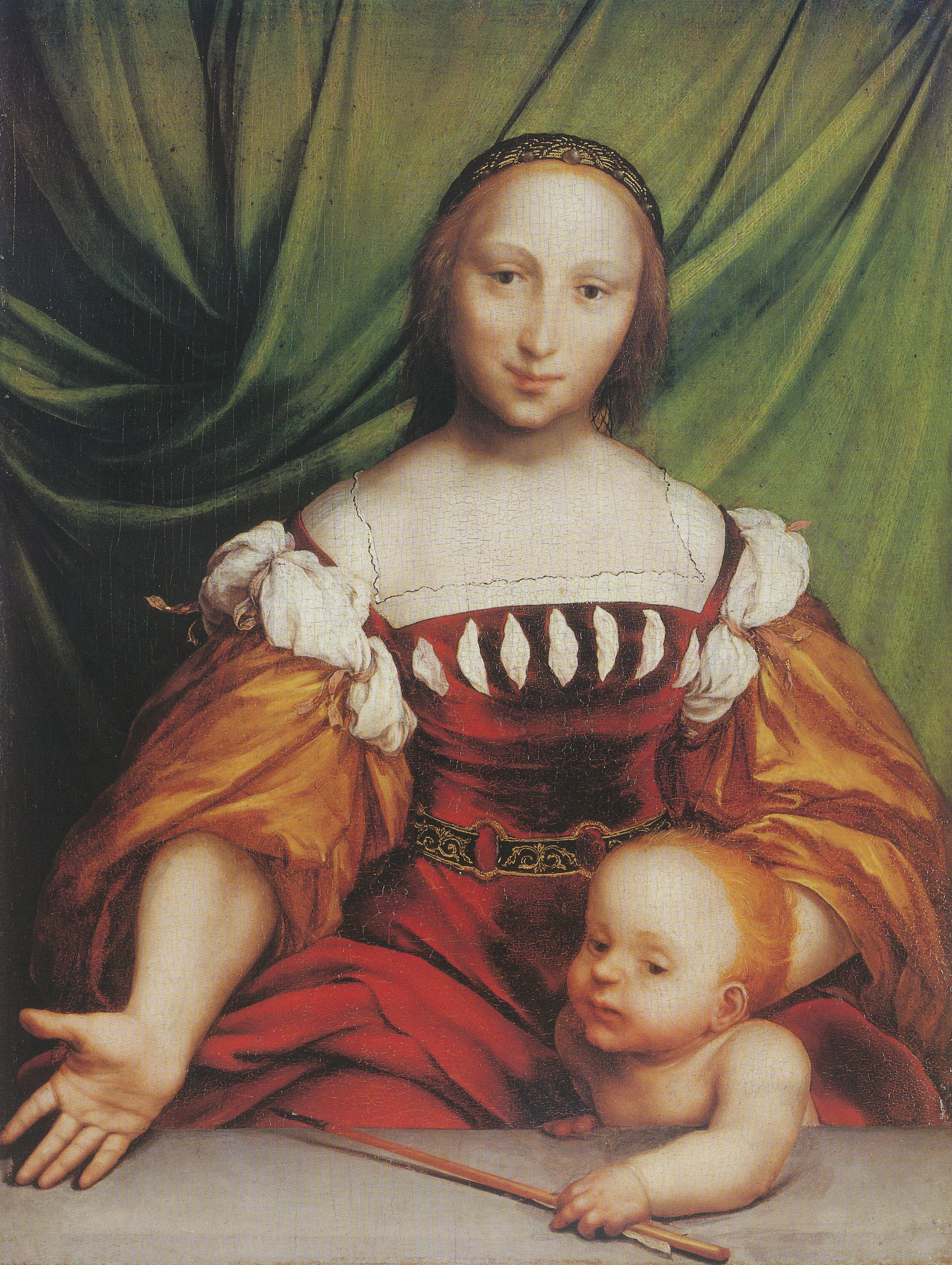
Vénus et Cupidon, 1524.

Ce tableau et le "Vénus et Cupidon" emploient les mêmes couleurs et représentent le même costume et la même draperie. Holbein adopte le style de Léonard de Vinci, dont il a étudié les travaux lors d'une visite en Italie. Il utilise la technique de Léonard, le sfumato (fumé) pour mélanger les tons de la peau, ainsi que l'appareil du parapet.